# 차밍 (썬즈 오브 아나키)
차밍(Charming)은 미국 FX Networks 드라마 썬즈 오브 아나키에 등장하는 가공의 도시이다. 작중 미국 캘리포니아 북부에 위치한 것으로 묘사된다. 매우 작은 소규모의 작은 도시로 "시티" 대신 "타운"이라는 표현을 쓰는 것만으로도 규모가 그리 크지 않음을 알 수 있다.
규모가 작은 덕분에 (인구도 적고 세금도 적다는 것을 의미한다.)주정부의 관심도나 개입이 타도시에 비해 적고 의욕 없는 부패한 동네 보완관에 의해 치안이 유지되는 것이 대부분이라 썬즈 오브 아나키가 오랫동안 차밍 타운을 손에 쥐고 주무를 수 있게 되었다. 대부분의 사람들이 곤란한 일이 생기면 경찰서에 먼저 가는 것이 아니라 샘 크로를 찾아가 부탁하는 것만 봐도 샘 크로가 얼마나 이 마을을 주무르고 있는지 알 수 있다.
한 모터사이클 갱단이 마을을 완전히 쥐고 있는 상황에 비해 클레이 모로의 자경단원활동(아동성추행범 체포 등)으로 공권력이 좋지 않은 것에 비해 치안이 좋은 편이고 역시 클레이 모로의 노력으로 타갱단의 접근이 차단되어 마약 청정 지역이기도 하다. 즉 살기 좋은 동네였다고 볼 수 있다.
이 작은 마을에 대한 언급은 거의 없지만 가장 대표적인 것으로는 시즌1에서 썬즈 오브 아나키의 대장이었던 클레이 모로가 동네의 발전을 막는 행동을 보여준 것이었다. 구체적으로는 자신이 도와준 한 사업가가 차밍타운의 160헥타르에 달하는 땅을 팔지 못하게 하였다. 그당시 부회장(Vice President)이었던 잭스 텔러가 그 이유를 묻자 땅이 팔리면 거대 주거 지역이 들어오고 주거 지역이 들어오면 인구가 늘고 인구가 늘면 경찰 인력이 늘고 그럼 주정부의 개입과 관심이 높아져서 결국에는 "늙은 백인들의 돈"에 의해 우리가 설 자리를 잃게 된다고 발언하기도 하였다.